# Metagonimus takahashii
Metagonimus takahashii ist ein zu den Saugwürmern gehörender Parasit. Er gehört zur Familie Heterophyidae. Er wurde 1929 erstmals im Dünndarm von Mäusen und Hunden nachgewiesen, die mit rohen Süßwasserfischen gefüttert wurden, ein Jahr später wurde er aufgrund der außerordentlich großen Eier als eigene Art eingestuft. Er ist bislang nur in Japan und Korea nachgewiesen. Beim Menschen ist er einer der Auslöser der Metagonimose.

## Lebenszyklus und Wirte
Wie alle Heterophyidae hat Metagonimus takahashii zwei Zwischenwirte. Erster sind Schnecken der Gattung Semisulcospira. Zweiter Zwischenwirt sind Süßwasserfische wie Karpfen, Goldfisch, Tribolodon hakonensis und Japanischer Barsch. Hier entwickeln sich die Metazerkarien. Natürliche Endwirte sind Mäuse, Ratten, Hunde, Katzen sowie Pelikane und andere fischfressende Vögel. Infektionen des Menschen kommen vor, Angaben zur Prävalenz sind aber schwierig, da durchaus Verwechslungen mit Metagonimus yokogawai vorkommen.

## Merkmale
Die Eier sind 28,5–34 × 17,5–20,5 µm groß.
Die Metazerkarien sind blattförmig, ei- bis birnenförmig und bauchseitig konkav. Der große Mundsaugnapf liegt subterminal. Der Bauchsaugnapf liegt rechts der Medianen. Die Körperoberfläche ist gänzlich mit flachen Cytoplasma-Fortsätzen sowie mit zahlreichen Dornen und sensorischen Papillen bedeckt. Die Lippen des Mundsaugnapfes sind frei von Dornen und sind mit vielen Typ-I (bewimpert, knopfartig) und sieben Type-II-Papillen (einfache runde Schwellungen) besetzt. An der Innenseite der Lippen des Mundsaugnapfes sind beidseits je vier kleine und zwei große Typ-I-Papillen angeordnet. Um den Laurer-Kanal sind die Dornen dicht gepackt, aber weniger gefingert. In Richtung des Hinterendes wird die Dornendichte geringer. Die Exkretionspore öffnet sich am Körperende.
Die Adulten sind 0,84–1,48 mm lang und 0,42–0,72 mm breit. Sie sind ebenfalls mit knopf- oder pflastersteinartigen Cytoplasmafortsätzen und Dornen besetzt. Der Bauchsaugnapf ist dick, muskulös, gerunzelt und im rechten Quadranten der vorderen Körperhälfte lokalisiert.
Der Parasit unterscheidet sich morphologisch von Metagonimus yokogawai und Metagonimus miyatai durch die Lage der beiden Hoden, die Verteilung der Dotterkugeln und die Eigröße. Von Metagonimus katsuradai, Metagonimus otsurui und Metagonimus hakubaensis, lässt er sich einfach abgrenzen, da bei diesen Arten der Bauchsaugnapf kleiner als der Mundsaugnapf ist. Metagonimus minutus hat zwar ebenfalls einen größeren Bauch- als Mundsaugnapf, ist aber insgesamt kleiner, hat eine größere Vesicula seminalis und einen anderen zweiten Zwischenwirt.